# Rosthern (ancienne circonscription fédérale)
Pour les articles homonymes, voir Rosthern.
Rosthern fut une circonscription électorale fédérale de la Saskatchewan, représentée de 1935 à 1968.
La circonscription de Rosthern a été créée en 1933 avec des parties d'Humboldt, Lac-Long, Prince Albert et Saskatoon. Abolie en 1966, elle fut redistribuée parmi Moose Jaw, Prince Albert, Regina—Lake Centre, Saskatoon—Biggar et Saskatoon—Humboldt.

## Députés
1. 1935-1948 — Walter Adam Tucker, PLC
2. 1948-1953 — William Albert Boucher, PLC
3. 1953-1958 — Walter Adam Tucker, PLC (2)
4. 1958-1968 — Edward Nasserden, PC

- PC = Parti progressiste-conservateur
- PLC = Parti libéral du Canada